# Obština Dolni Čiflik
Obština Dolni Čiflik (bulharsky Община Долни чифлик) je bulharská jednotka územní samosprávy ve Varenské oblasti. Leží ve východním Bulharsku u Černého moře. Sídlem obštiny je město Dolni Čiflik, kromě něj zahrnuje obština 16 vesnic. Žije zde necelých 20 tisíc obyvatel.

## Sídla
| - Bărdarevo - Bulair - Detelina - Dolni Čiflik (sídlo správy) - Golica - Goren Čiflik | - Grozďovo - Junec - Krivini - Nova Šipka - Novo Orjachovo - Pčelnik | - Rudnik - Solnik - Staro Orjachovo - Škorpilovci - Venelin |

## Sousední obštiny
| Růžice kompasu | Provadija | Avren                |         | Růžice kompasu |
| Růžice kompasu | Dălgopol  | Sever                | Bjala   | Růžice kompasu |
| Růžice kompasu | Dălgopol  | Obština Dolni Čiflik | Bjala   | Růžice kompasu |
| Růžice kompasu | Dălgopol  | Jih                  | Bjala   | Růžice kompasu |
| Růžice kompasu | Ruen      | Pomorie              | Nesebăr | Růžice kompasu |

## Obyvatelstvo
K 15. březnu 2025 v obštině žilo 19 572 obyvatel a bylo zde trvale hlášeno 20 187 obyvatel. Podle sčítání 7. září 2021 bylo národnostní složení následující:
- Bulhaři: 9 832 (67.8 %)
- Turci: 3 760 (25.9 %)
- Romové: 467 (3.2 %)
- ostatní[p 4]: 438 (3.0 %)

V období 2011 až 2021 v obštině ubylo 1 031 obyvatel.